# Tismomorpha cherlonneixi
Tismomorpha cherlonneixi är en bönsyrseart som beskrevs av Roger Roy 1995. Tismomorpha cherlonneixi ingår i släktet Tismomorpha och familjen Mantidae. Inga underarter finns listade i Catalogue of Life.